# ماييلا

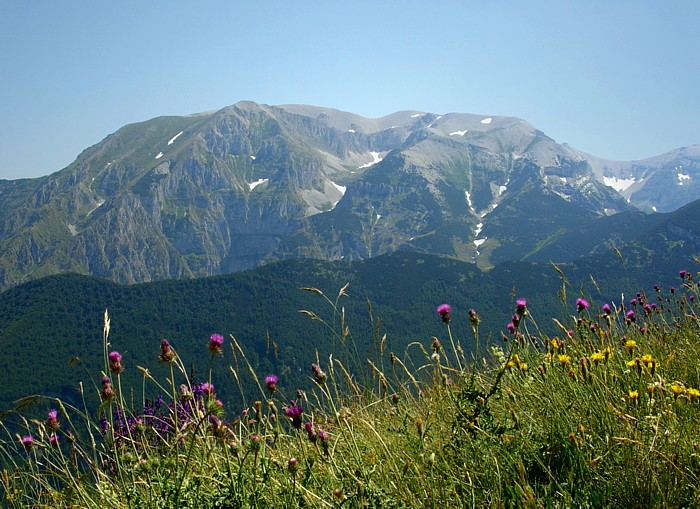
ماييلا

ماييلا (بالإيطالية: Majella)‏ هي كتلة جبلية في الأبينيني الوسطى في أبروتسو في وسط إيطاليا على الحدود بين مقاطعات كييتي وبيسكارا لاكويلا.